# Campeonato Europeu de Halterofilismo de 2012
O Campeonato Europeu de Halterofilismo de 2012 foi a 91ª edição do campeonato, sendo organizado pela Federação Europeia de Halterofilismo, no Pavilhão de Basquetebol Kepez, em Antália, na Turquia, entre 9 a 15 de abril de 2012. Foram disputadas 15 categorias (8 masculino e 7 feminino) com a presença de 275 halterofilistas de 36 nacionalidades.

## Agenda
Horário local (UTC+3)
| Data                | Hora  | Evento                  |
| ------------------- | ----- | ----------------------- |
| 9 de abril de 2012  | 11:30 | Feminino 48 kg Group B  |
| 9 de abril de 2012  | 14:00 | Masculino 56 kg Group B |
| 9 de abril de 2012  | 16:30 | Cerimônia de abertura   |
| 9 de abril de 2012  | 17:30 | Feminino 48 kg Group A  |
| 9 de abril de 2012  | 20:00 | Masculino 56 kg Group A |
| 10 de abril de 2012 | 11:30 | Feminino 53 kg Group B  |
| 10 de abril de 2012 | 15:00 | Masculino 62 kg Group B |
| 10 de abril de 2012 | 17:30 | Feminino 53 kg Group A  |
| 10 de abril de 2012 | 20:00 | Masculino 62 kg Group A |
| 11 de abril de 2012 | 11:30 | Feminino 58 kg Group B  |
| 11 de abril de 2012 | 15:00 | Masculino 69 kg Group B |
| 11 de abril de 2012 | 17:30 | Feminino 58 kg Group A  |
| 11 de abril de 2012 | 20:00 | Masculino 69 kg Group A |
| 12 de abril de 2012 | 11:30 | Feminino 63 kg Group B  |
| 12 de abril de 2012 | 15:00 | Masculino 77 kg Group B |
| 12 de abril de 2012 | 17:30 | Feminino 63 kg Group A  |
| 12 de abril de 2012 | 20:00 | Masculino 77 kg Group A |

| Data                | Hora  | Evento                         |
| ------------------- | ----- | ------------------------------ |
| 13 de abril de 2012 | 10:00 | Feminino 69 kg Group B         |
| 13 de abril de 2012 | 11:45 | Masculino 94 kg Group B        |
| 13 de abril de 2012 | 14:30 | Masculino 85 kg Group B        |
| 13 de abril de 2012 | 17:30 | Feminino 69 kg Group A         |
| 13 de abril de 2012 | 20:00 | Masculino 85 kg Group A        |
| 14 de abril de 2012 | 10:00 | Feminino 75 kg/+ 75 kg Group B |
| 14 de abril de 2012 | 11:30 | Masculino 105 kg Group B       |
| 14 de abril de 2012 | 14:30 | Feminino 75 kg Group A         |
| 14 de abril de 2012 | 17:30 | Masculino 94 kg Group A        |
| 14 de abril de 2012 | 20:00 | Masculino 105 kg Group A       |
| 15 de abril de 2012 | 10:00 | Masculino + 105 kg Group B     |
| 15 de abril de 2012 | 13:00 | Feminino + 75 kg Group A       |
| 15 de abril de 2012 | 15:30 | Masculino + 105 kg Group A     |

## Medalhistas

### Masculino
| Evento     | Ouro                          | Ouro      | Prata                        | Prata     | Bronze                        | Bronze    |
| até 56 kg  | até 56 kg                     | até 56 kg | até 56 kg                    | até 56 kg | até 56 kg                     | até 56 kg |
| ---------- | ----------------------------- | --------- | ---------------------------- | --------- | ----------------------------- | --------- |
| Arranque   | Valentin Hristov · Azerbaijão | 125 kg    | Gökhan Kılıç · Turquia       | 121 kg    | Oleg Sîrghi · Moldávia        | 116 kg    |
| Arremesso  | Valentin Hristov · Azerbaijão | 155 kg    | Oleg Sîrghi · Moldávia       | 146 kg    | Asen Muradov · Bulgária       | 136 kg    |
| Total      | Valentin Hristov · Azerbaijão | 280 kg    | Oleg Sîrghi · Moldávia       | 262 kg    | Gökhan Kılıç · Turquia        | 257 kg    |
| até 62 kg  |                               |           |                              |           |                               |           |
| Arranque   | Bünyamin Sezer · Turquia      | 142 kg    | Florin Croitoru · Roménia    | 131 kg    | Dimitris Minasidis · Chipre   | 130 kg    |
| Arremesso  | Stoyan Enev · Bulgária        | 160 kg    | Bünyamin Sezer · Turquia     | 159 kg    | Dimitris Minasidis · Chipre   | 158 kg    |
| Total      | Bünyamin Sezer · Turquia      | 301 kg    | Dimitris Minasidis · Chipre  | 288 kg    | Stoyan Enev · Bulgária        | 282 kg    |
| até 69 kg  |                               |           |                              |           |                               |           |
| Arranque   | Oleg Chen · Rússia            | 158 kg    | Bernardin Matam · França     | 145 kg    | Daniel Godelli · Albânia      | 145 kg    |
| Arremesso  | Afgan Bayramov · Azerbaijão   | 178 kg    | Sergei Cechir · Moldávia     | 175 kg    | Vencelas Dabaya · França      | 175 kg    |
| Total      | Afgan Bayramov · Azerbaijão   | 321 kg    | Vencelas Dabaya · França     | 318 kg    | Bernardin Matam · França      | 318 kg    |
| até 77 kg  |                               |           |                              |           |                               |           |
| Arranque   | Răzvan Martin · Roménia       | 159 kg    | Alexandru Dudoglo · Moldávia | 158 kg    | Dmitry Ivanenko · Rússia      | 155 kg    |
| Arremesso  | Răzvan Martin · Roménia       | 188 kg    | Alexandr Spac · Moldávia     | 187 kg    | Semih Yağcı · Turquia         | 186 kg    |
| Total      | Răzvan Martin · Roménia       | 347 kg    | Alexandru Dudoglo · Moldávia | 345 kg    | Alexandr Spac · Moldávia      | 340 kg    |
| até 85 kg  |                               |           |                              |           |                               |           |
| Arranque   | Fatih Baydar · Turquia        | 166 kg    | Rauli Tsirekidze · Geórgia   | 165 kg    | Gabriel Sîncrăian · Roménia   | 164 kg    |
| Arremesso  | Tom Schwarzbach · Alemanha    | 201 kg    | Rauli Tsirekidze · Geórgia   | 200 kg    | Gabriel Sîncrăian · Roménia   | 195 kg    |
| Total      | Rauli Tsirekidze · Geórgia    | 365 kg    | Fatih Baydar · Turquia       | 359 kg    | Gabriel Sîncrăian · Roménia   | 359 kg    |
| até 94 kg  |                               |           |                              |           |                               |           |
| Arranque   | Anatolie Cîrîcu · Moldávia    | 178 kg    | Ibrahim Arat · Turquia       | 171 kg    | Aslan Bideev · Rússia         | 170 kg    |
| Arremesso  | Anatolie Cîrîcu · Moldávia    | 224 kg    | Intigam Zairov · Azerbaijão  | 213 kg    | Aslan Bideev · Rússia         | 212 kg    |
| Total      | Anatolie Cîrîcu · Moldávia    | 402 kg    | Aslan Bideev · Rússia        | 382 kg    | Ibrahim Arat · Turquia        | 380 kg    |
| até 105 kg |                               |           |                              |           |                               |           |
| Arranque   | Maxim Sheyko · Rússia         | 185 kg    | David Bedzhanyan · Rússia    | 185 kg    | Serhiy Tahirov · Ucrânia      | 180 kg    |
| Arremesso  | David Bedzhanyan · Rússia     | 220 kg    | Maxim Sheyko · Rússia        | 216 kg    | Arkadiusz Michalski · Polónia | 212 kg    |
| Total      | David Bedzhanyan · Rússia     | 405 kg    | Maxim Sheyko · Rússia        | 401 kg    | Serhiy Tahirov · Ucrânia      | 390 kg    |
| + 105 kg   |                               |           |                              |           |                               |           |
| Arranque   | Irakli Turmanidze · Geórgia   | 195 kg    | Hayk Hakobyan · Armênia      | 195 kg    | Peter Nagy · Hungria          | 192 kg    |
| Arremesso  | Ruslan Albegov · Rússia       | 238 kg    | Jiří Orság · Chéquia         | 235 kg    | Andrey Kozlov · Rússia        | 235 kg    |
| Total      | Ruslan Albegov · Rússia       | 429 kg    | Matthias Steiner · Alemanha  | 424 kg    | Irakli Turmanidze · Geórgia   | 423 kg    |

### Feminino
| Evento    | Ouro                         | Ouro      | Prata                           | Prata     | Bronze                          | Bronze    |
| até 48 kg | até 48 kg                    | até 48 kg | até 48 kg                       | até 48 kg | até 48 kg                       | até 48 kg |
| --------- | ---------------------------- | --------- | ------------------------------- | --------- | ------------------------------- | --------- |
| Arranque  | Marzena Karpińska · Polónia  | 85 kg     | Genny Pagliaro · Itália         | 81 kg     | Silviya Angelova · Azerbaijão   | 78 kg     |
| Arremesso | Marzena Karpińska · Polónia  | 102 kg    | Nurdan Karagöz · Turquia        | 100 kg    | Silviya Angelova · Azerbaijão   | 97 kg     |
| Total     | Marzena Karpińska · Polónia  | 187 kg    | Nurdan Karagöz · Turquia        | 177 kg    | Silviya Angelova · Azerbaijão   | 175 kg    |
| até 53 kg |                              |           |                                 |           |                                 |           |
| Arranque  | Cristina Iovu · Moldávia     | 91 kg     | Alena Chychkan · Bielorrússia   | 88 kg     | Aylin Daşdelen · Turquia        | 88 kg     |
| Arremesso | Cristina Iovu · Moldávia     | 116 kg    | Aylin Daşdelen · Turquia        | 113 kg    | Svetlana Cheremshanova · Rússia | 113 kg    |
| Total     | Cristina Iovu · Moldávia     | 207 kg    | Aylin Daşdelen · Turquia        | 201 kg    | Svetlana Cheremshanova · Rússia | 201 kg    |
| até 58 kg |                              |           |                                 |           |                                 |           |
| Arranque  | Romela Begaj · Albânia       | 102 kg    | Boyanka Kostova · Azerbaijão    | 98 kg     | Yelena Shadrina · Rússia        | 95 kg     |
| Arremesso | Boyanka Kostova · Azerbaijão | 117 kg    | Aleksandra Klejnowska · Polónia | 117 kg    | Yelena Shadrina · Rússia        | 116 kg    |
| Total     | Boyanka Kostova · Azerbaijão | 215 kg    | Romela Begaj · Albânia          | 215 kg    | Yelena Shadrina · Rússia        | 211 kg    |
| até 63 kg |                              |           |                                 |           |                                 |           |
| Arranque  | Sibel Şimşek · Turquia       | 100 kg    | Nikoletta Nagy · Hungria        | 94 kg     | Liudmila Bril · Bielorrússia    | 93 kg     |
| Arremesso | Sibel Şimşek · Turquia       | 125 kg    | Nikoletta Nagy · Hungria        | 116 kg    | Neslihan Okumuş · Turquia       | 115 kg    |
| Total     | Sibel Şimşek · Turquia       | 225 kg    | Nikoletta Nagy · Hungria        | 210 kg    | Neslihan Okumuş · Turquia       | 208 kg    |
| até 69 kg |                              |           |                                 |           |                                 |           |
| Arranque  | Oksana Slivenko · Rússia     | 115 kg    | Viktoriya Savenko · Rússia      | 115 kg    | Roxana Cocoș · Roménia          | 110 kg    |
| Arremesso | Oksana Slivenko · Rússia     | 143 kg    | Roxana Cocoș · Roménia          | 142 kg    | Viktoriya Savenko · Rússia      | 137 kg    |
| Total     | Oksana Slivenko · Rússia     | 258 kg    | Roxana Cocoș · Roménia          | 252 kg    | Viktoriya Savenko · Rússia      | 252 kg    |
| até 75 kg |                              |           |                                 |           |                                 |           |
| Arranque  | Lydia Valentín · Espanha     | 117 kg    | Olga Zubova · Rússia            | 115 kg    | Rumyana Petkova · Bulgária      | 100 kg    |
| Arremesso | Olga Zubova · Rússia         | 150 kg    | Lydia Valentín · Espanha        | 143 kg    | Hatice Yılmaz · Turquia         | 125 kg    |
| Total     | Olga Zubova · Rússia         | 265 kg    | Lydia Valentín · Espanha        | 260 kg    | Hatice Yılmaz · Turquia         | 223 kg    |
| + 75 kg   |                              |           |                                 |           |                                 |           |
| Arranque  | Tatiana Kashirina · Rússia   | 145 kg    | Yuliya Dovhal · Azerbaijão      | 123 kg    | Julia Konovalova · Rússia       | 121 kg    |
| Arremesso | Tatiana Kashirina · Rússia   | 183 kg    | Julia Konovalova · Rússia       | 153 kg    | Yuliya Dovhal · Azerbaijão      | 150 kg    |
| Total     | Tatiana Kashirina · Rússia   | 328 kg    | Julia Konovalova · Rússia       | 274 kg    | Yuliya Dovhal · Azerbaijão      | 273 kg    |

## Casos de doping
13 halterofilistas foram testados positivos para esteróides anabolizantes proibidos.
- Hysen Pulaku (Albaâia)
- Hanna Batsiushka (Belarus)
- Dimitris Minasidis (Chipre)
- Irakli Turmanidze (Geórgia)
- Rauli Tsirekidze (Geórgia)
- Cristina Iovu (Moldávia)
- Florin Ionut Croitoru (Romêmia)
- Razvan Constantin Martin (Romêmia)
- Oxana Slivenko (Rússia)
- Gokhan Kilic (Turquia)
- Bunyami Sezer (Turquia)
- Hatice Yilmaz (Turquia)
- Fatih Baydar (Turquia)

## Quadro de medalhas
Quadro de medalhas no total combinado
| Ordem | País         | Medalha de ouro | Medalha de prata | Medalha de bronze | Total |
| ----- | ------------ | --------------- | ---------------- | ----------------- | ----- |
| 1     | Rússia       | 4               | 3                | 3                 | 10    |
| 2     | Azerbaijão   | 3               | 0                | 2                 | 5     |
| 3     | Turquia      | 1               | 2                | 2                 | 5     |
| 4     | Moldávia     | 1               | 2                | 1                 | 4     |
| 5     | Polónia      | 1               | 0                | 0                 | 1     |
| 6     | França       | 0               | 1                | 1                 | 2     |
| 6     | Roménia      | 0               | 1                | 1                 | 2     |
| 8     | Albânia      | 0               | 1                | 0                 | 1     |
| 8     | Alemanha     | 0               | 1                | 0                 | 1     |
| 8     | Hungria      | 0               | 1                | 0                 | 1     |
| 8     | Espanha      | 0               | 1                | 0                 | 1     |
| 12    | Bielorrússia | 0               | 0                | 1                 | 1     |
| 12    | Bulgária     | 0               | 0                | 1                 | 1     |
| 12    | Ucrânia      | 0               | 0                | 1                 | 1     |
| Total | Total        | 10              | 13               | 13                | 36    |

## Países participantes
275 halterofilistas de 36 países participaram do campeonato.
| - Albânia (12) - Armênia (3) - Azerbaijão (8) - Bielorrússia (8) - Bélgica (1) - Bósnia e Herzegovina (1) - Bulgária (14) - Croácia (5) - Chipre (2) - Chéquia (12) - Dinamarca (2) - Estónia (2) | - Finlândia (12) - França (12) - Geórgia (4) - Alemanha (11) - Grécia (14) - Hungria (10) - Irlanda (6) - Israel (2) - Itália (15) - Kosovo (1) - Letônia (3) - Lituânia (8) | - Moldávia (10) - Países Baixos (1) - Noruega (1) - Polónia (15) - Roménia (10) - Rússia (15) - Eslováquia (10) - Espanha (10) - Suécia (5) - Turquia (15) - Ucrânia (1) - Reino Unido (12) |